# Elysium Planitia
A Elysium Planitia é a segunda região vulcânica mais extensa de Marte, após Tharsis Montes. Essa área está repleta de vulcões de norte a sul, Hecates Tholus, Elysium Mons e Albor Tholus, também é o local de pouso da sonda InSight da agência espacial NASA.
Em 2005 uma foto da Elysium Planitia tirada pela sonda Mars Express mostrou o que pode ser água congelada coberta por gelo. O volume do gelo é estimado de 800 a 900 km de tamanho e 45 metros de profundidade, similar em tamanho e profundidade ao Mar do Norte. Supõe se que o gelo seja vestígio de inundações e fluxos de lava de fissuras da Cerberus Fossae ocorridas há 2-10 milhões de anos. A superfície da área está fragmentada em placas, como gelo quebrado flutuando em um lago. Datações da cratera mostram que as placas são mais de 1 milhão de anos mais velhas que o material do abismo em si, mostrando que a área se solidificou devagar demais para que o material seja lava.

## Vulcões e trincheiras (fossae) em Elysium Planitia

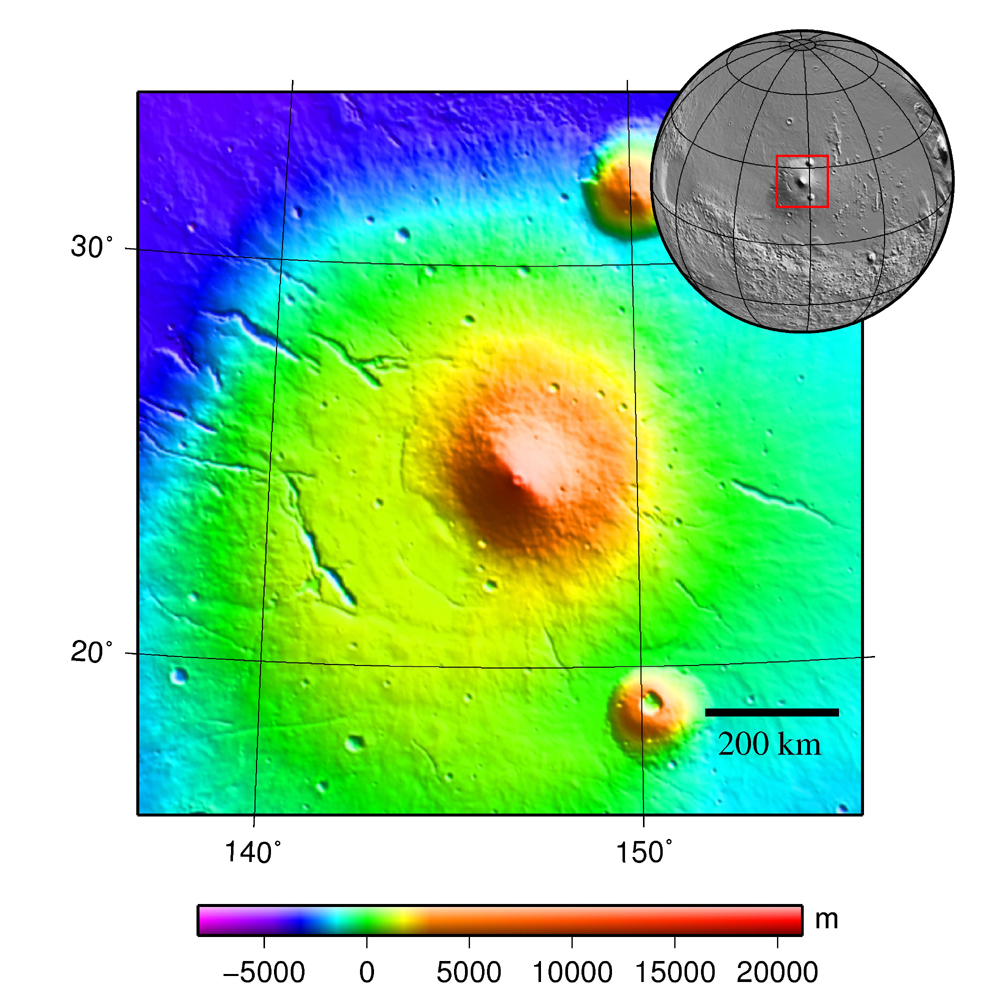
Elysium Mons, imagem capturado utilizando o MOLA. Elevações destacadas em diferentes cores.
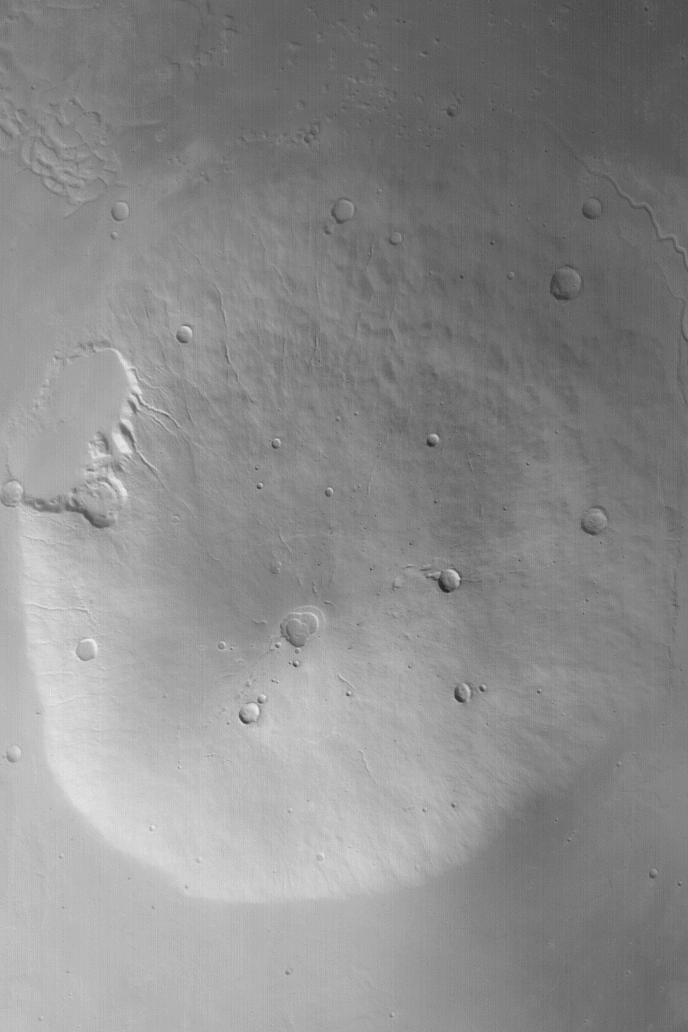
Hecates Tholus, visto pela Mars Global Surveyor.
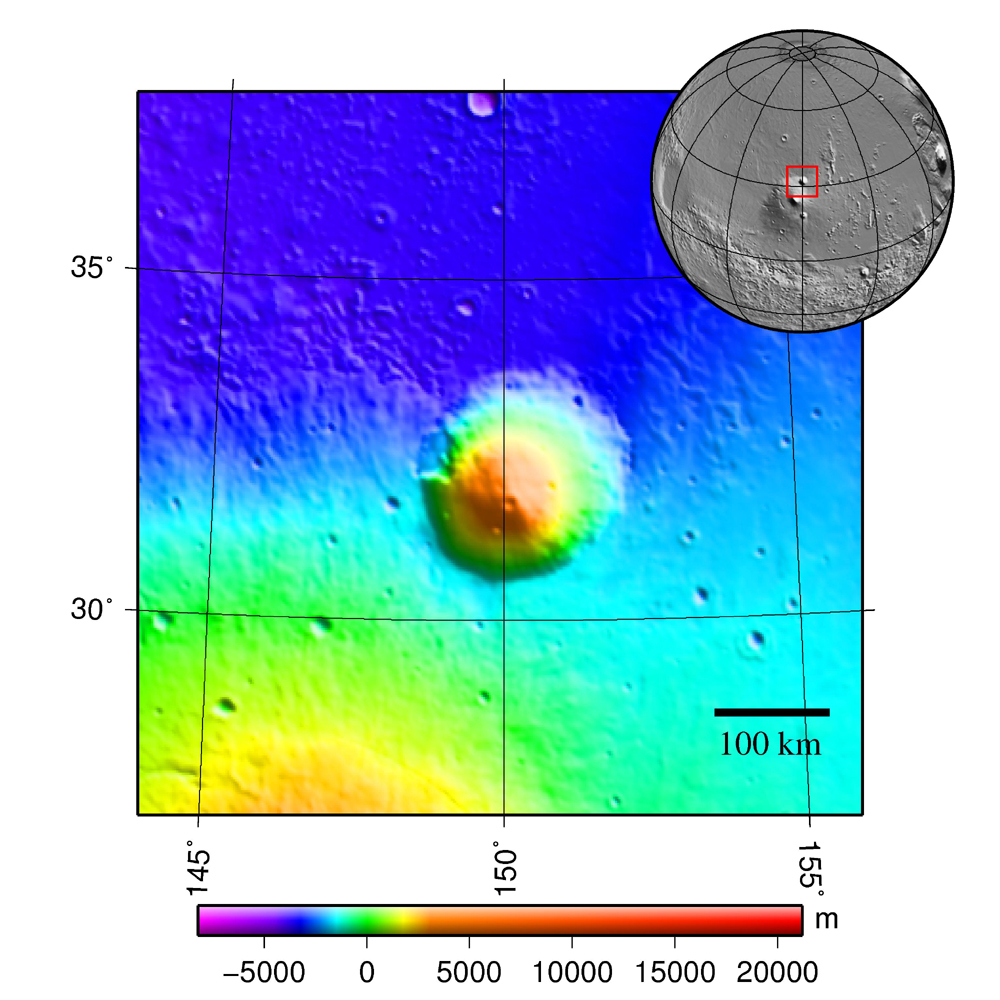
Topografia de Hecates Tholus.
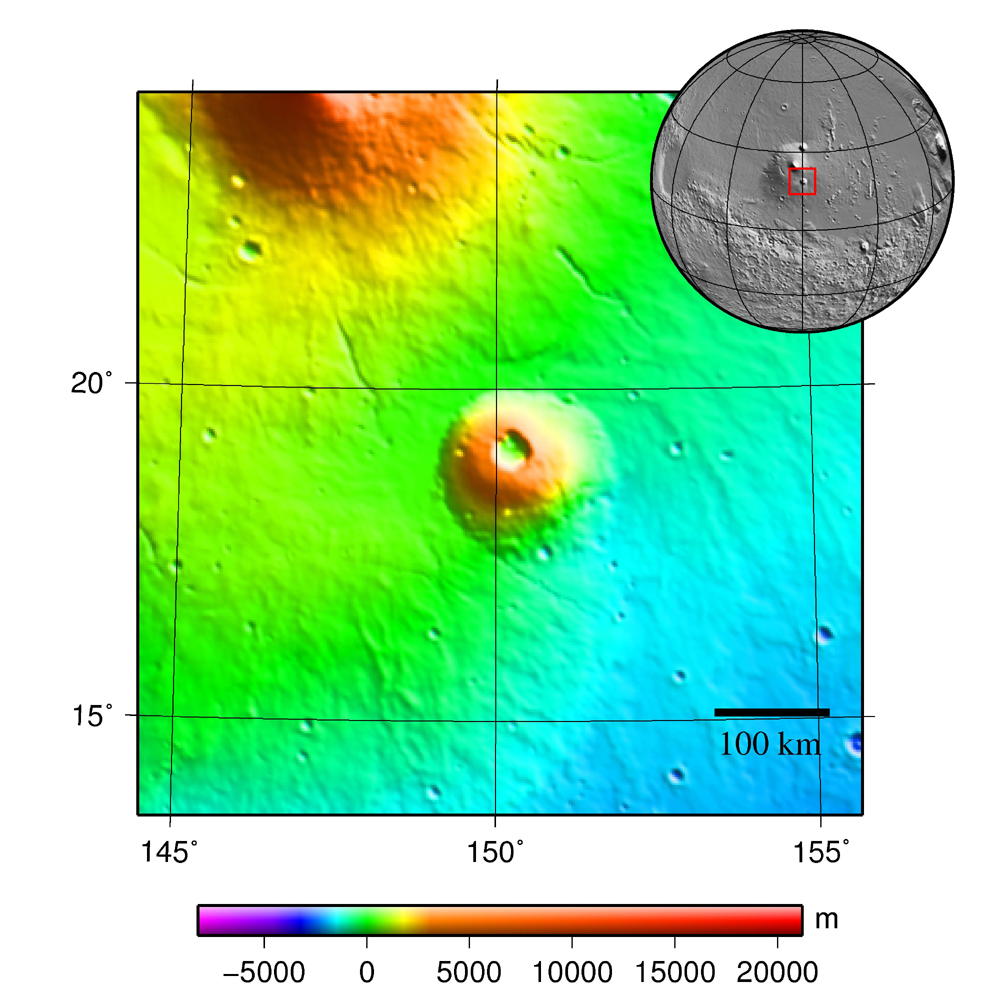
Tografia ao redor de Albor Tholus.
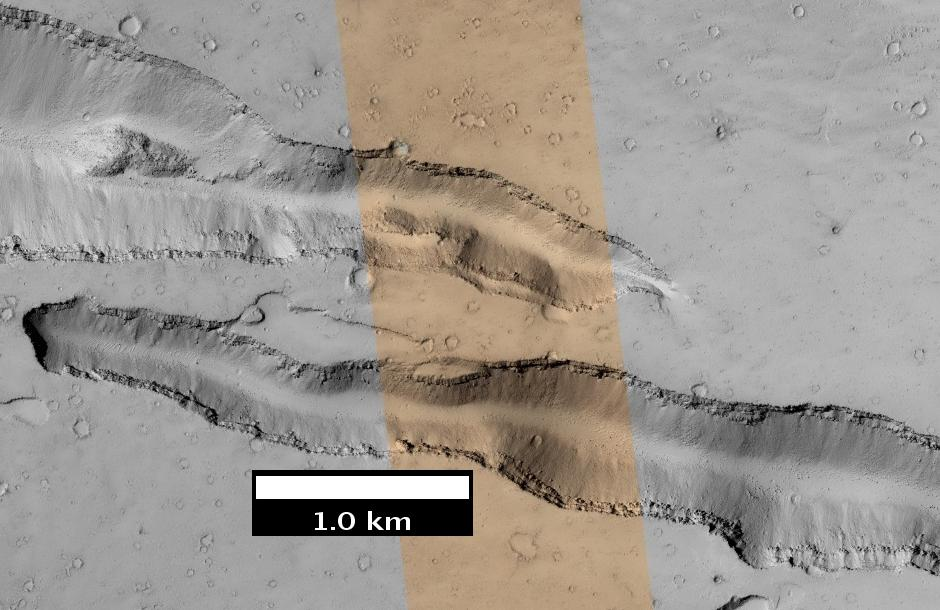
Trincheiras a leste de Albor Tholus, visto pela HiRISE sob o programa HiWish.
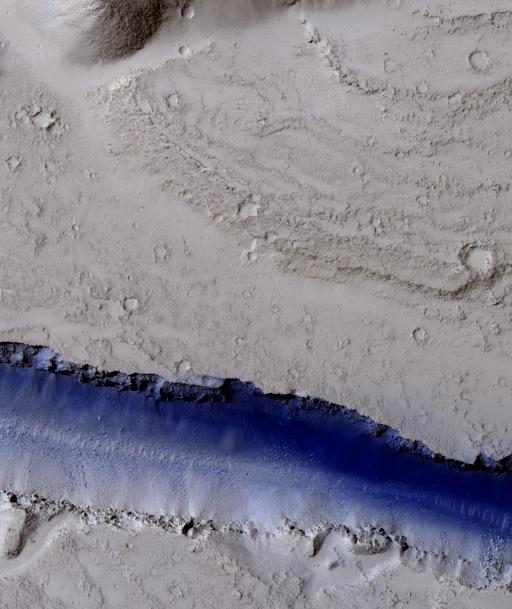
Porção de uma trincheira (Fossae) em Elysium Planitia, visto pela HiRISE sob o programa HiWish. O azul indica provavelmente congelamento sazonal.
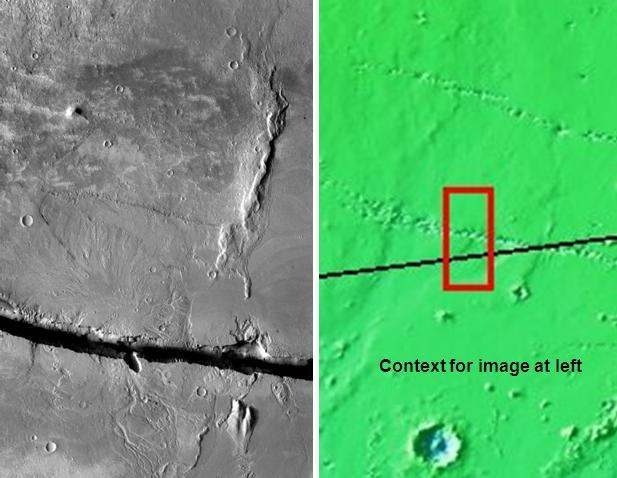
Cerberus Fossae, visto pela THEMIS.
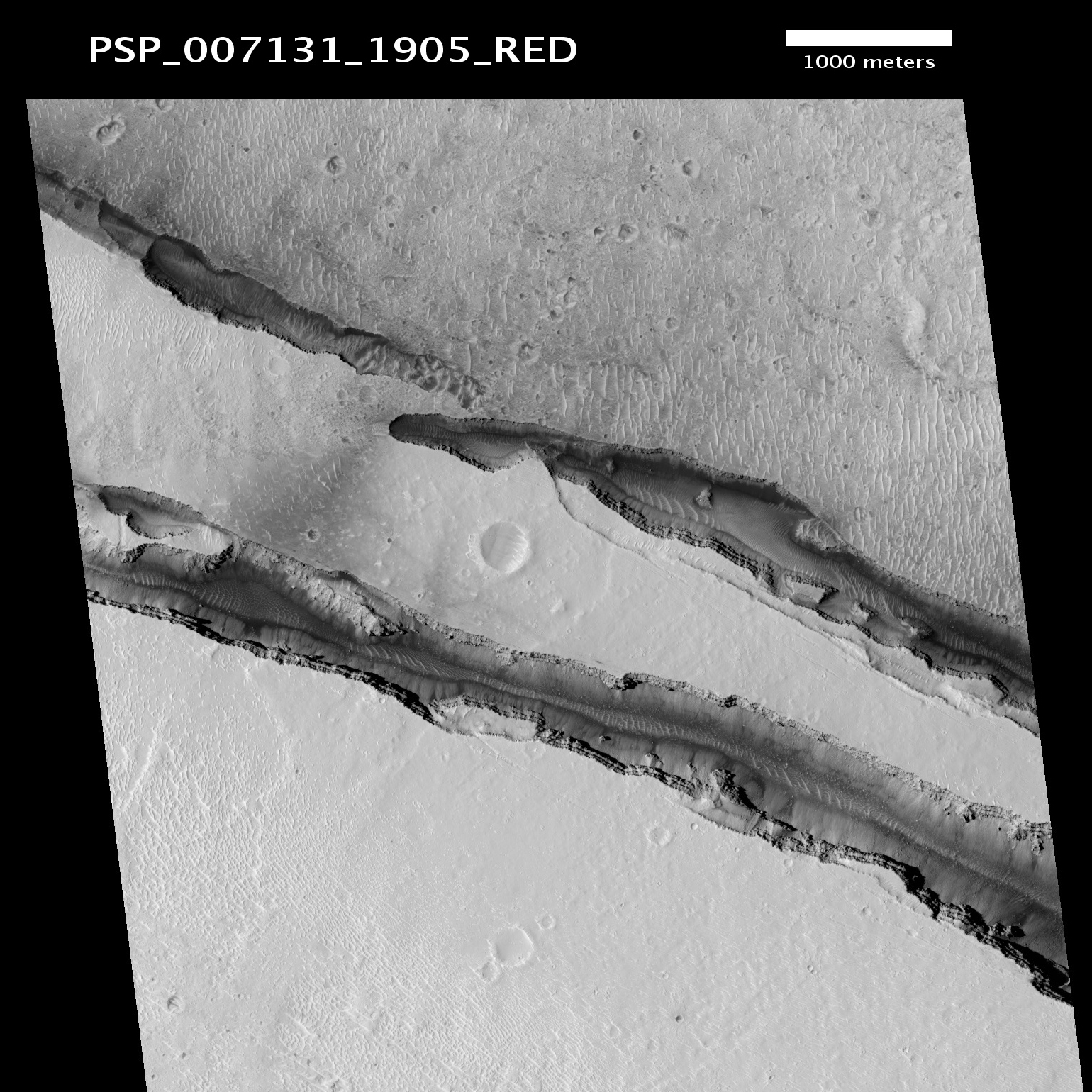
Cerberus Fossae, visto pela HiRISE.